# Кінсейл Гед (газове родовище)
Кінсейл Гед — найбільше газове родовище в історії Республіки Ірландія (станом на 2016 рік), розташоване у морі за 50 км на південний схід від Корка.

## Загальний опис
Родовище відкрито компанією Marathon у 1971 році. Поклади залягають на глибині 750 м під дном океану у відкладах крейдового періоду.
Розробка родовища розпочалась у 1978 році. Природний газ після осушки, яка провадилась просто на місці видобутку, за допомогою компресора подавався на суходолі до приймального терміналу Inch біля Midleton.Також разом з  Кінсейл Гед були розроблені кілька родовищ-сателітів: Ballycotton (введене в експлуатацію з 1991), Southwest Kinsale (1999), Seven Heads (2003).
Втім, запаси родовища, не кажучи вже про сателітів, були досить невеликі — 48 млрд м³, до того ж враховуючи характеристики резервуару оптимальним методом розробки було обрано найшвидше їх вилучення. Як наслідок, з 1978 по 1994 роки видобули 72 % запасів. Нестача газу була компенсована введенням у дію в середині 1990-х газопроводу із Шотландії (Інтерконектор 1, 2), який невдовзі став забезпечувати 95 % потреб країни.
Родовище Southwest Kinsale після виробітки запасів використовувалось як підземне сховище газу.